# 斯旺齊 (新罕布什爾州)
斯旺齊（英語：Swanzey）是一個位於美國新罕布什爾州切希爾縣的鎮。

## 人口
根據2020年美國人口普查的數據，斯旺齊的面積為117.40平方千米，當中陸地面積為116.50平方千米，而水域面積為0.90平方千米。當地共有人口7270人，而人口密度為每平方千米62人。